# Tischberg (Waldviertel)
Der Tischberg ist mit 1063 m ü. A. die höchste Erhebung des Waldviertels und einer der höchsten Berge im Freiwald, dem österreichischen Teil des Gratzener Berglandes.

## Lage und Landschaft
Der Tischberg liegt im bewaldeten Hauptkamm des Gratzener Berglandes im nordwestlichen Niederösterreich, etwa 1 km von der tschechischen Grenze entfernt, unweit des Dreiländerecks zwischen Böhmen, Nieder- und Oberösterreich.
Der Hauptgipfel des Tischberges befindet sich 2 Kilometer nordwestlich von Karlstift (Bezirk Gmünd) und 3 km östlich von Pohoří na Šumavě (Bezirk Český Krumlov), um dessen Talschluss die Grenze halbkreisförmig verläuft. Der Kamm verläuft hier sehr gewunden und weist zahlreiche Gipfel um die 1000 Meter auf. Südwärts läuft er zum Eichelberg (1054 m ü. A.) mit dem Lainsitz-Ursprung, dann ostwärts zur Einsattelung von Stadlberg und – nur 1 km entfernt – zum Sepplberg (1004 m ü. A.), dem Dreiländereck, mit Höllaubach und Grenzbach, die nach Süden zur Waldaist entwässern. Dann folgt der Grenzberg Kamenec (Steinberg), 1070 m ü. A. und nördlich die Schwarze Mauer (1071 m ü. A.). Sie ist vom nur 4 km entfernten Tischberg morphologisch durch zwei nach Norden verlaufende Paralleltäler getrennt: während die am Tischberg-Südhang entspringende Lainsitz den Berg halbkreisförmig umfließt und sich dann nach Nordosten wendet, entwässert der Bucherser Bach vom Sepplberg nordostwärts zur Maltsch. In nördlicher Richtung setzt sich der Hauptkamm über den Nebengipfel des Ahornstein (1060 m ü. A.) und – unterbrochen vom Halbkreis der Lainsitz – im bekannten Aussichtsberg des Nebelsteins (1015 m ü. A.) fort. Westlich ist der Tischberg von der Talung des Einsiedelbachs begrenzt, der von Karlstift zur Lainsitz geht.
Die Wasserscheide zwischen der Elbe (Malsche, Lainsitz) und der Donau (Waldaist), die Europäische Hauptwasserscheide, verlässt am Eichelberg den Gratzener Hauptkamm, und führt über die Einsattelung von Karlstift ostwärts. Die österreichisch-tschechische Grenze verläuft am Westfuß an der Lainsitz.

## Geschichte
Die Gebiete westlich gehörten zum böhmischen Gerichtsbezirk Gratzen, der, obschon weitgehend deutschsprachig, nach dem Zerfall der Habsburgermonarchie an die Tschechoslowakei kam.
Zwischen etwa 1950 und 1989 lag die Staatsgrenze im Sperrgebiet des Eisernen Vorhangs und durfte nicht betreten werden.
Heute verläuft hier der Nord-Süd-Weitwanderweg (05), Teil des Europäischen Fernwanderwegs E6, und gemeinsam der Nordwaldkammweg (105), der die historische österreichisch-böhmische Grenze darstellt. Er passiert den Tischberg im Einsiedelbachtal.